# Abklatsch (Zeichenkunst)

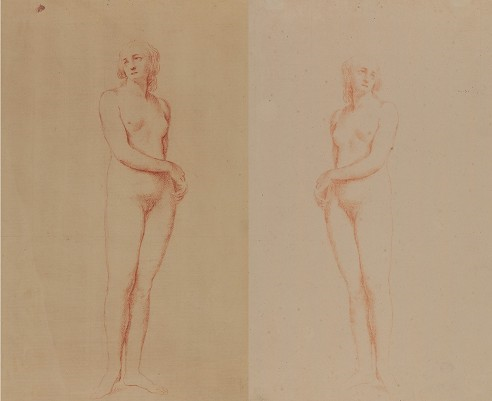
Johann Anton de Peters: Studie und rechts ein Abklatsch (18. Jh.)

Beim Abklatsch in der Zeichenkunst wird ein unbezeichnetes, häufig zuvor befeuchtetes Papier flächenbündig auf eine Zeichnung oder frische Malerei gelegt (geklatscht) und beides aufeinander abgerieben beziehungsweise mit einer Kopierpresse gedruckt. Dabei wird die Zeichnung oder die Malerei auf die Gegenfläche spiegelbildlich, jedoch meist schwächer, übertragen. Hierfür eignen sich besonders trockene, pudernde Zeichenmittel, wie breitzeichnende Stifte von Kohle, Kreide und Rötel. Sie erlauben den Abklatsch, indem sie überschüssiges Pigment durch den gezielten Kontakt mit der Gegenfläche abgeben.
Der Abklatsch (englisch counterproof, französisch contre-épreuve, italienisch stampe sopra i disegni) dient als synonymer Überbegriff für zahlreiche Übertragungsverfahren, die sich desselben Prinzips bedienen, darunter Monotypie, Umdruck, Abdruck, Quetschzeichnung, Klappabdruck,  Naturselbstdruck. Siehe dazu den Artikel Abklatsch (Drucktechnik).
Ein Abklatsch kann auch ungewollt auftreten, etwa wenn Bilderhandschriften feucht werden und sich dadurch die Pigmente auf der gegenüberliegenden Seite haften bleiben.

## Geschichte
Der Abklatsch tritt vor allem in der Zeichenkunst des 16. bis etwa Mitte des 19. Jahrhunderts auf.

Abklatsch
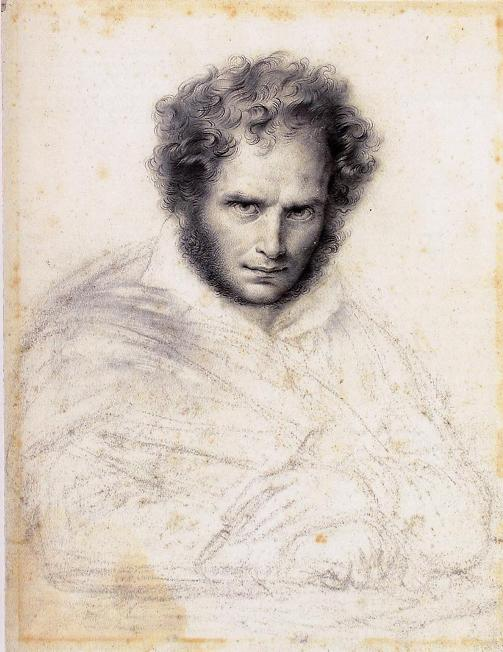
Anne Louis Girodet-Trioson: Autoportrait (Contre-épreuve retouchée au crayon noir et à l’estompe) (o. J.)
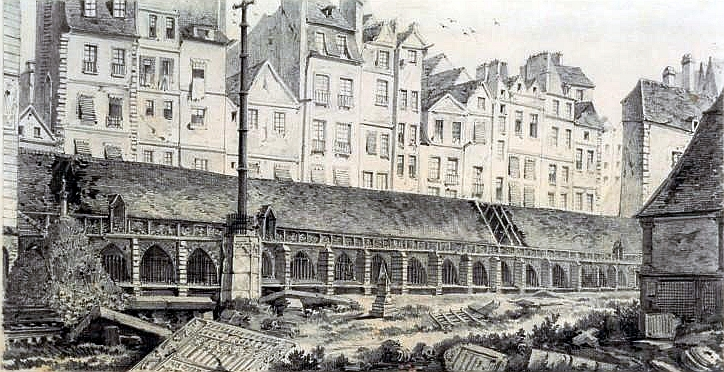
Charles-Louis Bernier: Cimetière des Innocents (Contre-épreuve d’un dessin à la mine de plomb) (1786)
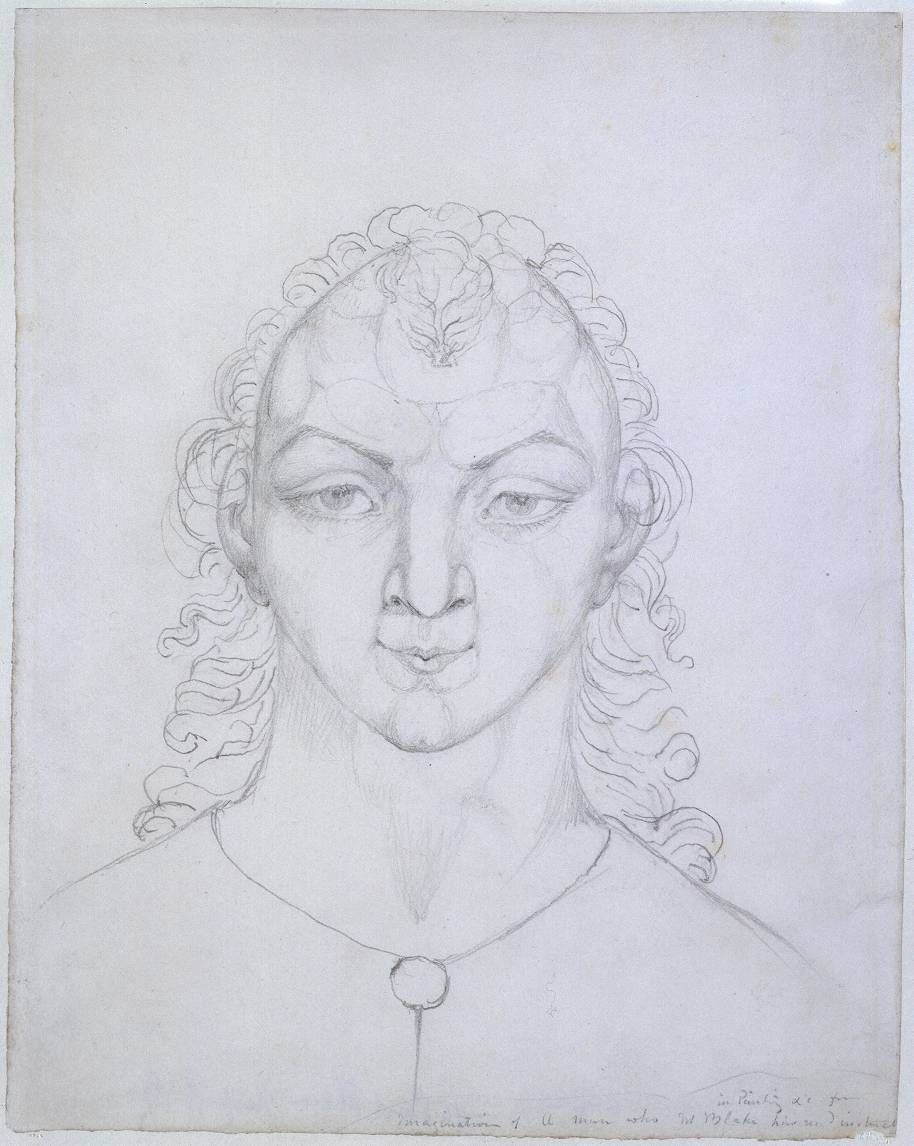
William Blake: The Man Who Taught Blake Painting in his Dreams (1819/20)
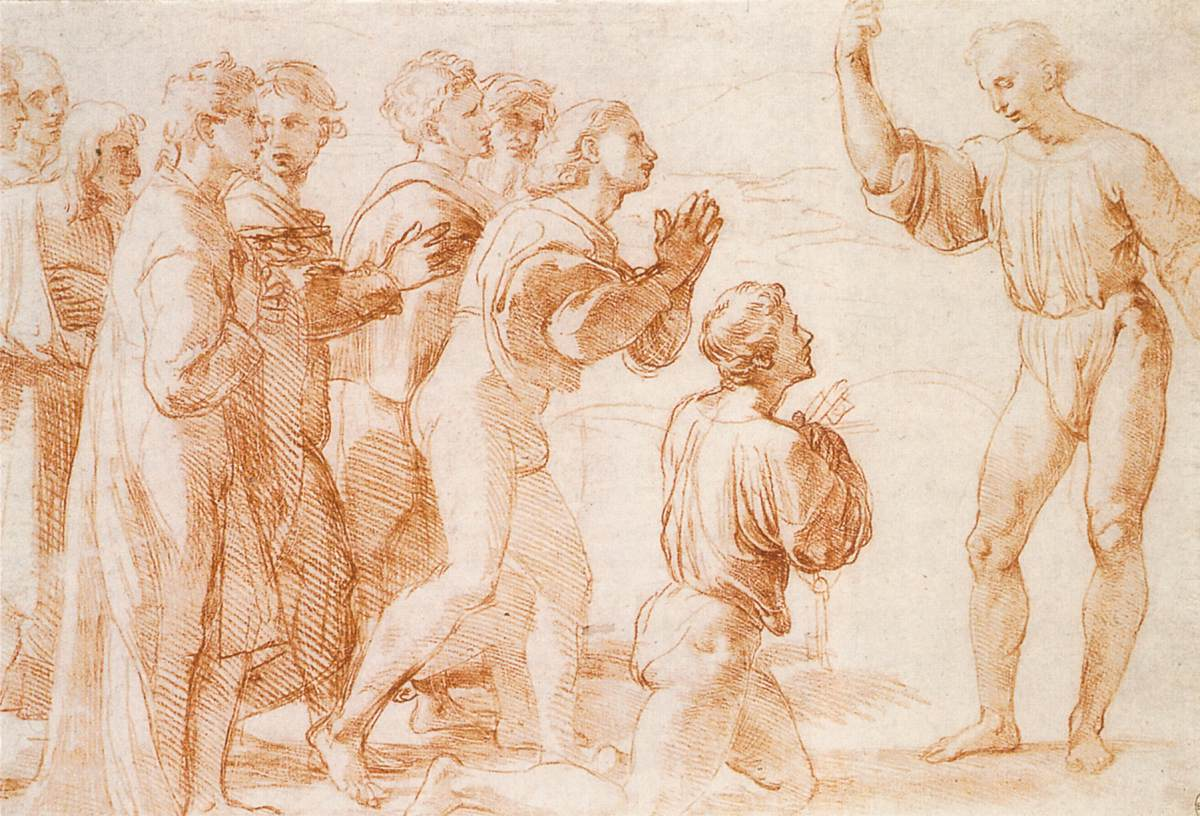
Raffael: Studie (um 1514)
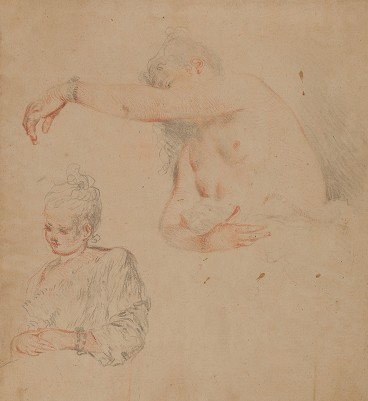
Antoine Watteau: Abklatsche zweier Studien (1717/18)
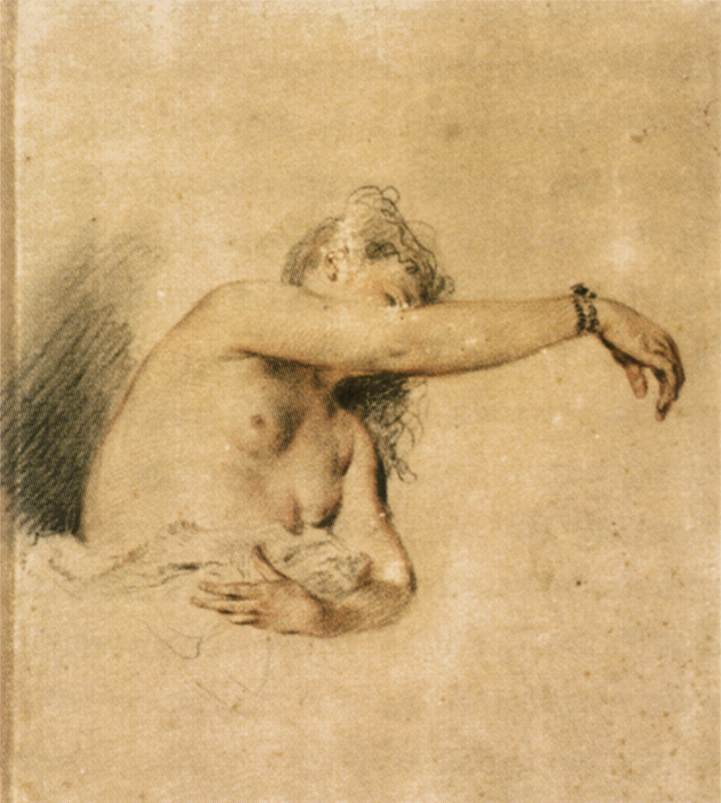
Antoine Watteau: Studie, Kreide (1717/18) – abgeklatschtes Original